# 진해군항제

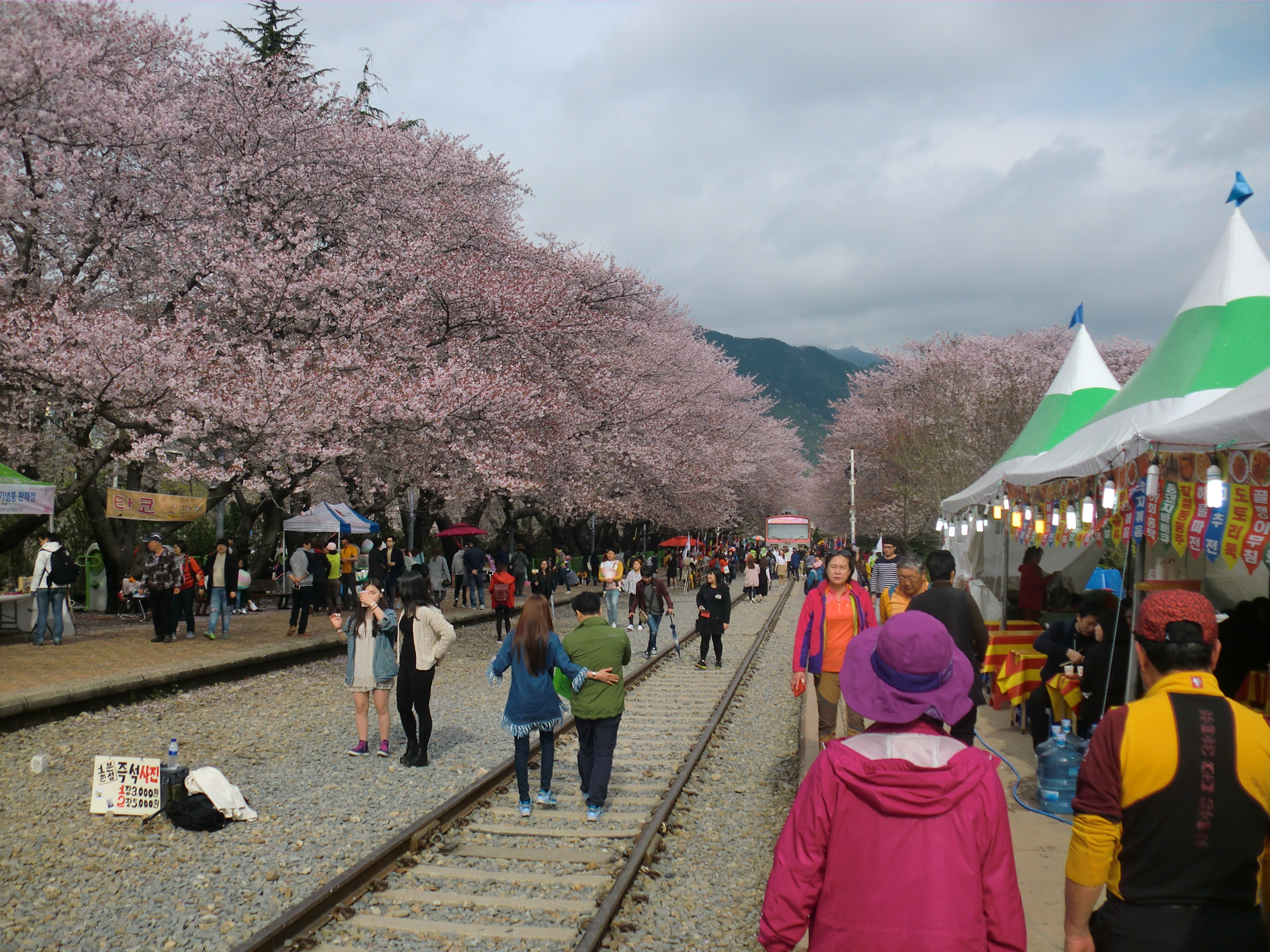
2016 진해군항제 모습

진해군항제는  1963년 제1회를 시작으로, 4월 상순 경(4월 1일부터 10여일 동안)에  진해시 (현재 창원특례시 진해구)에서 개최되는 벚꽃축제로서, 진해벚꽃축제라고도 불린다. 벚꽃 가로수가 있는 도로에서 5일장과 같은 시장이 형성된다고 하여 벚꽃장으로도 불린다
한국전쟁이 한창이던, 1952년, 한국 최초로 충무공 이순신 장군의 동상을 북원로터리에 세우고 추모제를 거행하여 온 것이 시초가 되었다. 진해시 주최,(현재:창원시주최) (사)이충무공호국정신선양회의 주관으로 중원로터리 등 진해시(현진해구) 일원에서 다양한 행사들이 펼쳐진다. 또한, 진해시민회관(현구민회관), 경화역, 중원로터리, 안민고개 등 4곳의 벚꽃 개화 상황을 축제를 20일 전부터 종료 때까지 시 홈페이지와 시정 홍보 전광판 등을 알려 준다.
이 기간 동안 여좌천, 진해루, 장복산공원에 벚꽃이 만발하며, 평소 일반인 출입통제 구역인 대한민국 해군사관학교, 진해 해군기지 일부구간도 개방되어 일반인 출입이 가능해진다.
2020년, 2021년, 2022년에는 코로나19 범유행 여파 때문에 개최가 중단되었다.

## 역사

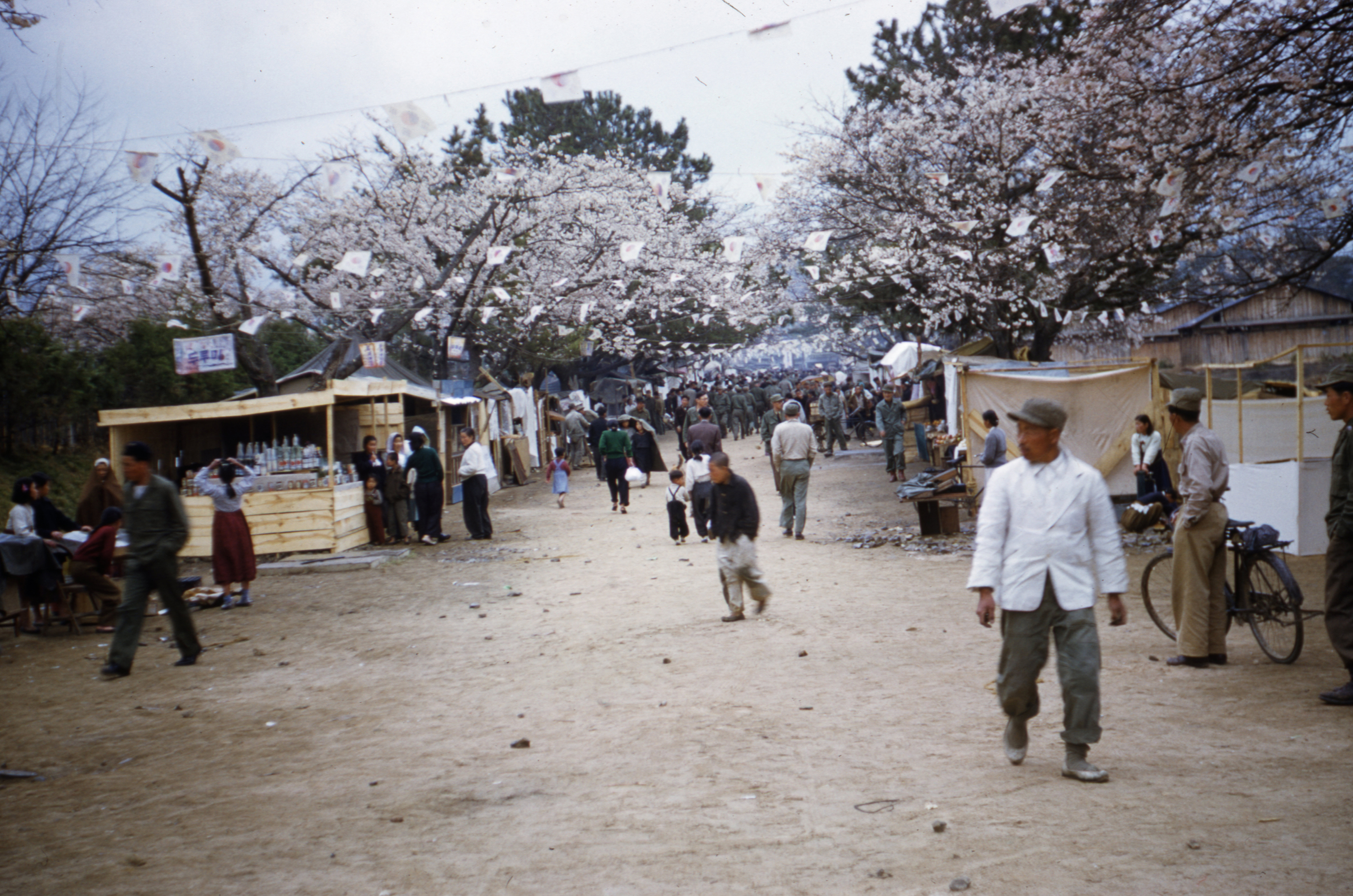
1952년 진해의 벚꽃 풍경

진해 군항제는 지난 1952년 4월 13일, 한국 최초로 충무공 이순신 장군의 동상을 북원로터리에 세우고 추모제를 거행하여 온 것이 계기가 되어, 1963년에 시작되었다. 초창기에는 이충무공 동상이 있는 북원로터리에서 제를 지내는 것이 전부였으나, 해가 거듭될수록 행사의 규모와 내용이 점점 커지고 발전함에 따라 1983년부터는 이충무공호국정신선양회가 사단법인으로 발족되어 오늘에 이르기까지 군항제 행사를 주관해 오고 있다. 진해 군항제는 충무공의 숭고한 구국의 얼을 추모하고 향토문화예술을 진흥하는 본래의 취지를 살린 행사와 더불어 문화예술행사, 관람행사, 팔도풍물시장 등을 아름다운 벚꽃과 함께 즐길 수 있는 봄축제로 발전하게 되었다.
하지만 2010년에는 천안함 침몰 사건으로 행사가 크게 축소되기도 했다. 개막식 및 축제의 밤 등 주요 행사가 전면 취소되었으며, 이충무공 승전행차, 이충무공 추모대제를 비롯한  전시회만 운영되었다.
- 2011년 제 49회 진해군항제

2010년까지 매년 벚꽃이 개화하는 시기에 맞추어 3월 말과 4월 초에 걸쳐 행사가 개최되었으나, 창원시가 2011년부터는 4월 1일부터 4월 10일까지 개최날짜를 고정하였다. 진해, 마산, 창원이 통합 창원시로 출범된 이후 처음 열린 2011년 진해 군항제는 5억 5000만원이 투입되었으며, 50여 종의 다양한 행사가 꽃(Flower) - 빛(Luminary) - 희망(Hope)이라는 주제로 시 전역에서 펼쳐졌다. 한국인 215만명을 비롯하여 외국인 47만명, 총 262만명의 관광객이 방문하였으며, 그 경제효과 또한 602억 원에 달하여 전국 규모 축제로 성장하였다.
진해군항제의 성공으로 인해 지역경기에 큰 도움이 되지만, 진해구 주민들은 불편함을 호소하기도 한다. 한 시민은 "관광객들이 이곳을 찾아주는 건 반갑고 고마운 일이지만 벌써 쓰레기 무단투기, 불법 주차, 차량 공회전 등 문제가 많다"라고 문제를 제기했다. 또한, 통근 및 통학 시간대의 교통체증에 대한 불만도 제기됐다.

## 군항제의 벚꽃 명소
진해에 벚꽃이 많은 이유는 일제시대 때 진해를 군항으로 만들면서 도시 미화용으로 심기 시작했다고 여겨져왔다. 때문에 해방 이후 시민들이 벚꽃이 일본의 국화라 하여 나무를 무차별적으로 베기 시작했는데, 1962년에 식물학자 박만규, 부종휴에 의해 진해에 있는 벚나무는 일본 원산 왕벚나무가 아니라 제주벚나무라는 사실이 밝혀지면서 다시 벚나무 살리기 운동에 힘입어 현재까지 그 명맥을 이어오고 있다. 진해에는 가로수를 비롯해 공원, 산지를 포함해 모두 34만 7천 그루의 제주벚나무가 매년 봄 만개한다.

### 해군사관학교 및 해군기지사령부
해군사관학교와 해군기지사령부는 군사시설로 평소에는 일반인들의 출입이 제한되지만, 군항제 기간에는 영내 관람이 가능하다. 또한, 해군교육사령부와 진해기지사령부 구•육대의 주차장이 총 1450대를 수용할 수 있도록 개방된다.

### 해군사관학교
해군사관학교는 군항제 기간에 연병장, 박물관, 거북선, 해사반도가 개방된다. 손원일 동상 앞에서 바다사진 전시회가 열린다. 거북선 앞에서는 조선시대 무관복과 사관생도 제복을 입고 사진을 찍을 수 있는 포토존이 운영된다.
평일에는 오전 8시 30분부터 오후 4시 30분까지 개방하며, 입장은 오후 3시 30분에 마감된다. 휴일에는 오전 8시 30분부터 오후 5시까지 개방한다. 도보입장은 오후 3시 30분에, 차량입장은 오후 4시에 마감된다. 차량과 도보를 통해 입장할 수 있지만, 평일에는 차량을 이용한 입장만 가능하다. 남원로터리에서부터 해군사관학교까지 유료 셔틀버스도 운영된다(1인 2000원).

### 해군진해기지사령부
군항제 기간 매일 정해진 시간에 헌병 기동대 퍼레이드가 펼쳐지며, 함정공개행사, 군복착용 체험과 같은 해군 홍보 행사가 열린다.
해군진해기지사령부는 차량과 보도를 통해 입장할 수 있지만, 주정차 및 하차가 금지된다.  아침 8시 30분에 개방하여 평일에는 16시 30분, 주말에는 17시까지 개방한다. 입장 마감시간은 퇴장 시간 30분 전이다.
도보관광(3.5 km/30분~40분소요)의 경우 1정문→故손원일제독동상→故지덕칠중사동상→해안사입구(반환점)의 코스가 있으며, 영내셔틀버스가 운영된다. 차상관광(3.8 km/20분 소요)은 1정문→故손원일제독동상→전투수영장→정통전대→군수사보급창→장교부두→군수사정문→해의원→1정문의 경로로 할 수 있다.

### 장복산공원
장복산공원은 진해구 태백동에 있다. 진해의 대표적인 명산으로 창원에서 마진터널을 통과하여 검문소까지에 이르는 1.5km의 도로양쪽으로 벚꽃이 터널을 이루고 있다. 봄•가을에는 산불 방지를 위해 등산로가 통제되어 장복산공원 일대에서만 벚꽃을 즐길 수 있다.
공원 일대에는 만여 그루의 벚나무와 소나무·편백 등이 자라며, 공원 안에는 인어 여인상, 장복교의 사자상, 수해비의 기념물과 각종 편의시설 및 체력단련시설, 휴식시설 등이 갖추어져 있다.
근처에는 크고 작은 문화·예술행사가 열리는 시민회관, 경남문학관 및 유원시설 파크랜드가 있어 다양한 관광체험을 할 수 있다.

### 안민도로
장복산의 산허리에 있는 길이 약 9km의 고갯길로, 경상남도 창원시 진해구 태백동과 성산구 안민동을 이어준다. 진해 쪽 약 5.6km 구간 왕복2차선 도로 양쪽이 벚나무이며, 도로를 따라 나무바닥(데크) 산책로가 있다. 장복터널과 안민터널의 개통으로 평소에는 차량통행이 거의 없고, 주로 드라이브코스나 등산객들의 산책로로 이용된다. 군항제 기간에는 주요장소인 생태교, 전망대, 덕주터널 등에서 조명으로 다양한 색상을 연출한다.

### 여좌천
진해의 입구인 파크랜드에서 진해여고까지 여좌천을 따라 약 1.5km의 벚꽃터널이 펼쳐진다. 데크로드를 따라 산책을 즐길 수 있으며, 경관시설이 갖추어져 있어 밤에도 관광객들의 행렬이 이어진다. 드라마 로망스를 촬영한 곳으로, 두 주연배우(관우와 채원)이 군항제에 왔다가 첫 만남을 가진 로망스 다리는 사진촬영 장소로 인기가 높다.

### 제황산공원
제황산공원은 진해구의 제황산동에 있는 시민공원이다. 중원광장에서 공원까지 올라가는 365계단은 일년계단이라고 불리기도 하며, 20인승 모노레일카(2량)가 설치되어있다. 365개의 계단으로 정상에 서면 해군 군함을 상징하는 높이 28m의 9층 진해탑이 우뚝 솟아 있다. 탑 내부에는 1.2층에는 진해에서 발굴된 각종 유물과 민속모형을 전시하고 있는 진해시립박물관이 있다. 꼭대기까지 오르는 승강기가 설치되어있어 진해구와 바다를 한눈에 볼 수 있다. 동편에는 동물원이 있어 어린이들의 자연학습장 역할을 한다.

### 진해 내수면환경생태공원
진해 내수면환경생태공원은 진해구 여좌동에 있는 생태습지공원이다. 지난 2009년에 진해 내수면환경연구소의 저수지와 그 주변을 생태공원으로 조성하였다. 관찰로와 벤치, 목교, 데크로드 등 기본 시설과 관찰습지·체험습지가 체험장소로서 인기가 많다. 습지를 찾아오는 왜가리 등 조류를 관찰하는 시설과 동식물의 전체 표지판, 청소년·학생들의 체험학습에 필요한 학습데크가 갖추어져 있으며, 숲 생태계 설명을 위한 숲 해설사가 체험학습을 돕고 있다.

### 경화역
경화역에는 선로 양 옆으로 약 800m의 벚꽃 터널이 이루어진다. 역 건물은 열차 수요 저조와 관리 문제로 2000년 철거되었지만, 2009년부터 2015년까지 군항제 기간에만 전국 각지에서 벚꽃 열차가 운행되기도 했었다.

## 행사 내용[14]
군항제의 행사는 개막행사, 추모행사를 비롯하여 60여가지 각종 테마행사 및 문화행사로 이루어진다. 10일 간의 군항제 일정에 맞추어 백일장, 볼링대회와 같은 대회와 더불어 벨리댄스, 전통춤, 국악한마당 등 다양한 볼거리가 제공된다.

### 개막행사보관됨2011-04-08 -웨이백 머신
중원로터리에 설치되는 특설무대에서 펼쳐진다. 군악대 연주로 시작하는 식전행사 후에 공식행사를 거쳐 불꽃쇼와 연예인 축하공연이 펼쳐지는 식후행사로 이루어져 있다.
- 식전행사
  - 군악대 연주 (해군진해기지사령부)
  - 안젤루스합창단공연 (안젤루스소년소녀합창단)
  - 해군의장대 시범 (해군진해기지사령부)
  - 태평무 (전통예술연구회)
  - 전통 경기 민요 (소리사랑 곰매)
  - 풍물판굿, 전통무용 (진해군악예술단)
  - 불멸의 패션쇼 (다인)
- 공식행사
  - 내빈 소개 (MC)
  - 개식선언 (선양회상임이사)
  - 개식사 (선양회이사장)
  - 환영사 (창원시장)
  - 격려사 (경상남도지사)
  - 축사 (지역국회의원, 창원시의회의장)
- 식후행사
  - 전광등 점등 (내빈)
  - 불꽃쇼 (남양화공(주), (주)피죤)
  - 연예인 축하공연 (CJ경남방송)

### 추모행사
- 이충무공 승전행차 보관됨 2011-04-10 - 웨이백 머신

이충무공 승전행차는 시가 행진과 중원로터리 분향 행사로 이루어진다. 시가 행진은 공설운동장에서 출발하여 북원로터리 - 진해역 앞 - 수협삼거리 - 중원로터리를 거쳐 다시 공설운동장에 돌아온다. 사진촬영구간은 운동장에서 북원로터리까지이다. 중원로터리 분향 행사는 향발무, 타악 연주, 의장대 시범, 분향, 출발대고 타고 순으로 이루어진다.
- 이충무공 추모대제 보관됨 2011-04-10 - 웨이백 머신

북원로터리의 특설제단에서 선양회의 주관으로 열린다. 공식행사(군악대 취주악, 제례봉행 등)와 식후행사(살풀이춤, 의장대시범 등)로 이루어져 있다. 아래는 2011년 제 49회 진해군항제 기준 행사종목과 (주관단체)이다.
- - 공식행사
    - 군악대 취주악 (해군진해기지사령부)
    - 국민의례 (선양회)
    - 제례봉행
      - 초헌관 (창원시장)
      - 아헌관 (해군진해기지사령관)
      - 종헌관 (선양회이사장)
      - 헌작관 (시의회의장)
      - 제례악 연주 (부산대 예술대 국악과)
      - 조총 (해군진해기지사령부)
      - 충무공의 노래 (해군군악대, 진해여성합창단)

    - 식후행사
      - 살풀이춤 (진해국악예술단)
      - 진해여성합창단 합창 (진해여성합창단)
      - 사물놀이 (진해국악예술단)
      - 의장대 시범 (해군진해기지사령부)
- 충무공동상 헌화, 헌다

사)한국다도협회진해지부의 주관으로 이루어지며, 군항제 기간 동안 북원로터리에서 오전 10시부터 오후 5시까지 이루어진다.

### 테마행사보관됨2011-04-05 -웨이백 머신
전통 공예 등 다양한 주제의 체험 행사가 문화의 거리에서 열린다. 진해문인 시화전, 진해미술협회 회원전, 합동수석 전시회, 베트남전 사전 전시회와 같은 볼거리가 마련된다. 일자에 따라 작은 꽃잎 음악회, 연극공연, 천자봉풍물패공연, 매직쇼 등의 공연이 열린다.
진해군항제 후반, 문화의 거리에서는 때에 따라 진해세계군악의장페스티벌에 참가하는 군악대의 게릴라 콘서트가 열리기도 한다.

#### 진해 군악의장 페스티벌[15]
2007년 4월 시작된 행사로서 창원시 주최, (사)진해 군악의장 페스티벌 추진위원회 주관, 대한민국 국방부, 문화체육관광부, 경상남도, 한국관악총연합회의 후원으로 진행된다. 군항제 기간 중 3일 동안 진해구 공설운동장 등 진해구 일원에서 열린다. 의장대의 의장시범, 거리퍼레이드, 군악의장공연, 프린즈 공연 등으로 이루어진다. 또한 참가국 및 각 군을 홍보하는 관람, 전시행사도 함께 열린다.
2011년에는‘군항의 울림, 미래의 선율’이라는 주제로 4월 8일에서 4월 10일까지 진행되었다. 국내외 5개국 18개팀이 참가하였다.
- 식전행사, 개막식 및 본공연

중원로터리에서 행사장인 진해구 공설운동장까지 개막식 퍼레이드부터 식전행사, 개막식 및 본공연이 펼쳐진다.
- 마칭공연

진해구 공설운동장에서 주간공연과 야간공연으로 하루에 두 차례 펼쳐진다.
- 거리 퍼레이드
  - 장소 : 도청~창원광장(창원중앙대로)
- 찾아가는 게릴라 콘서트
  - 공연 : 군악대 공연과 의장대 미니시범 등 약 1시간 동안 진행된다.
  - 장소 : 중원로터리 중원쉼터, 국립마산병원, 창동통합상가상인회, 창원경일고, 마산상인회, 더시티세븐, 창원천광학교, 육군정비창, 현대위아
- 프린지 공연
  - 장소 : 창원대학교, 경남대학교, 마산역, 창원 만남의 광장, 진해청안공원
- 콘서트 공연
  - 공연팀 : 일자에 따라 국군교향악단, 창원시립마산교향악단, 경남관악합주단 등이 참가한다.
  - 장소 : 3•15 아트센터
- 폐막식

진해구 공설운동장에서 마지막 공연 후 진행된다.

### 경연대회
- 전국 학생 실기대회 보관됨 2011-04-05 - 웨이백 머신
- 전국무용경연대회[깨진 링크(과거 내용 찾기)]
- 전국한글백일장[깨진 링크(과거 내용 찾기)]
- 전국학생 음악경연대회[깨진 링크(과거 내용 찾기)]

### 외곽부대 행사보관됨2011-04-10 -웨이백 머신
군항제가 이루어지는 진해구 외에 창원시 전체적으로 외곽부대 행사가  펼쳐진다. 아래는 2011년 제 49회 군항제 기준으로 행사종목과 (행사장소, 주관단체)이다.
- 아마추어무선공개운용 (구민회관체육관, 아마추어무선연맹 진해지부)
- 응급의료소 및 행사안내소 운용 (소방서 앞 광장, 진해소방서)
- 소방활동 현장 체험장 운용 (소방서 앞 광장, 진해소방서)
- 화이트 무료 시음회 (중원로터리 주변, (주)무학 화이트)
- 팔도풍물시장 (중원로터리 주변, 선양회)
- 4.3 우리고장 독립만세운동 기념행사 (웅동중학교, 웅동중학교)
- Mr.창원선발대회 겸 통화창원시협회장기선발대회 (롯데백화점창원점[깨진 링크(과거 내용 찾기)], 창원시보디빌딩협회)
- 해군헌병기동대 퍼레이드 (해군사관학교 연병장, 해군헌병전대)
- 불빛 축제 : 루비체스타 (중원로터리 주변, 효성전기)
- 마산 "서원곡 벚꽃예술제" (마산합포구 서원곡, 창원시)

## 교통
군항제 교통정보는 군항제 홈페이지의 교통정보 카테고리 보관됨 2011-04-05 - 웨이백 머신에서 알 수 있다.
- 자가용

자가용 이용 시 현동IC → 마창대교 → 양곡IC → 장복터널을 거쳐 진해구(진해우체국 또는 중원로터리)로 올 수 있다. 인파가 몰릴 것으로 예상되는 주요 관광 명소는 쾌적한 관람 환경을 위해 교통을 통제한다. 안민고개는 진해에서 창원방향 일방통행으로 하고, 여좌천 일부 구간에 대해서는 교통을 전면 통제한다.
- 기차

현재는 인근의 마산역, 창원역, 또는 창원중앙역까지 기차를 타고 와서 버스나 택시를 이용해야 한다.
2015년까지는 봄꽃 개화시기에 맞추어 코레일은 관광열차를 운행했으나, 2016년부터 운행하지 않는 상태다. 당시 봄꽃 관광열차는 전국 주요역에서 출발하여, 통해역과 진해역, 경화역에 정차했었다.
- 버스

셔틀 버스를 운행하며, 중원로터리를 경유하는 시내버스 노선이 일부 조정되고 우회도로에 임시 정류소가 운영된다.
1.창원역 광장

간선 : 100, 102, 108, 109, 111, 113, 115, 122, 162

지선 : 20, 21, 23, 24, 27, 40, 41, 42, 44, 45, 46, 63, 65, 70

좌석 : 703, 751, 760, 762

택시를 이용하면 17,000원 정도.
2.마산역 광장

간선 : 100, 101, 102, 108, 109, 122, 160, 162

지선 : 27, 46, 60, 61, 62, 64, 72, 74, 75, 76, 77, 78, 1000

좌석 : 760

택시를 이용하면 15,000원 정도.

## 같이 보기
- 한강 여의도 봄꽃 축제
- 경상남도의 축제 목록